# レイジングバトル
Raging Battle（レイジングバトル）は、プロボクシングのA級ボクサーが4回戦で賞金を懸けて戦うトーナメントである。ビータイトプロモーションが主催。

## 概要
ビータイトスポーツジム（現reason押上ジム）会長の瀬端幸男（現DANGAN AOKIジム会長）がプロデュース。瀬端は他にイケメンボクサーを集めた「ダビデ」や35歳以上が対象の「ザ・おやじファイト」、新人による「ルーキーズマッチ」も仕掛けている。
2004年より「B:Tight!（ビー・タイト!）」として開始。
通常8R以上戦うA級ボクサーが4回戦（C級ボクサーと同じ）トーナメントで賞金を争う。通常の試合より短時間で終了するため、ハイレベルかつ激しい打ち合いが望める。
JBC公認の下に4回戦3ノックダウンシステムルールを適用。4R判定でも決着が付かない場合、新人王トーナメントと同様に引き分けを付けたジャッジがどちらかに優劣を付ける。決勝戦のみ1Rの延長戦が適用される。
毎年1回戦・準決勝・決勝に分けて開催。
2009年からは「Raging Battle（レイジングバトル）」に変更。

## 歴代MVP
| 回 | 年度 | 選手         | ジム             | 階級     |
| -- | ---- | ------------ | ---------------- | -------- |
| 1  | 2009 | 渡部あきのり | 協栄             | 70.0kg級 |
| 2  | 2010 | 斉藤司       | 三谷大和スポーツ | 60.0kg級 |